# 馬瑞香
马瑞香，元朝女性人物，汤阴（今河南省汤阴县）人。 
马瑞香幼年读《孝经》、《列女传》，通晓大义。父母钟爱她，为她择婿薛彀，薛彀入赘，生一女。薛彀不善于家事，马瑞香的父亲怒责，于是离婚。三年后，父母想让她再嫁，马瑞香说：“礼无再醮之义。”告知父母，父母不从，于是投井而死。留纸在女儿怀中，写下谢别父母之辞。御史王构为她作传。 